# Sport au Rwanda
Le sport au Rwanda s'illustre particulièrement par le football, qui est le sport national.
À ce jour, le Rwanda n'est pas inscrit dans le classement des pays médaillés aux Jeux olympiques.